# St.-Antonius-Kirche (Nowa Sól)

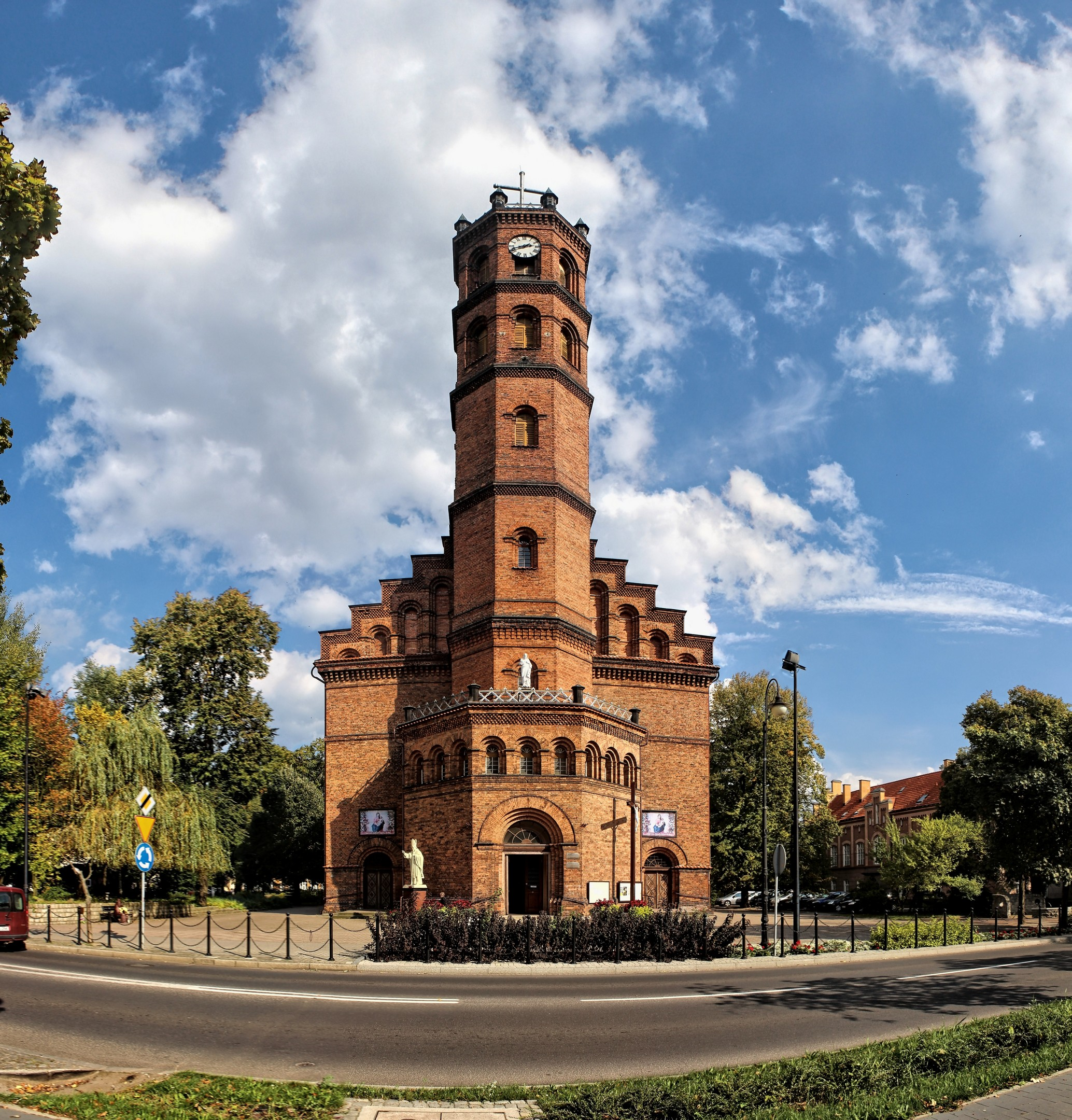
Die St.-Antonius-Kirche in Nowa Sól

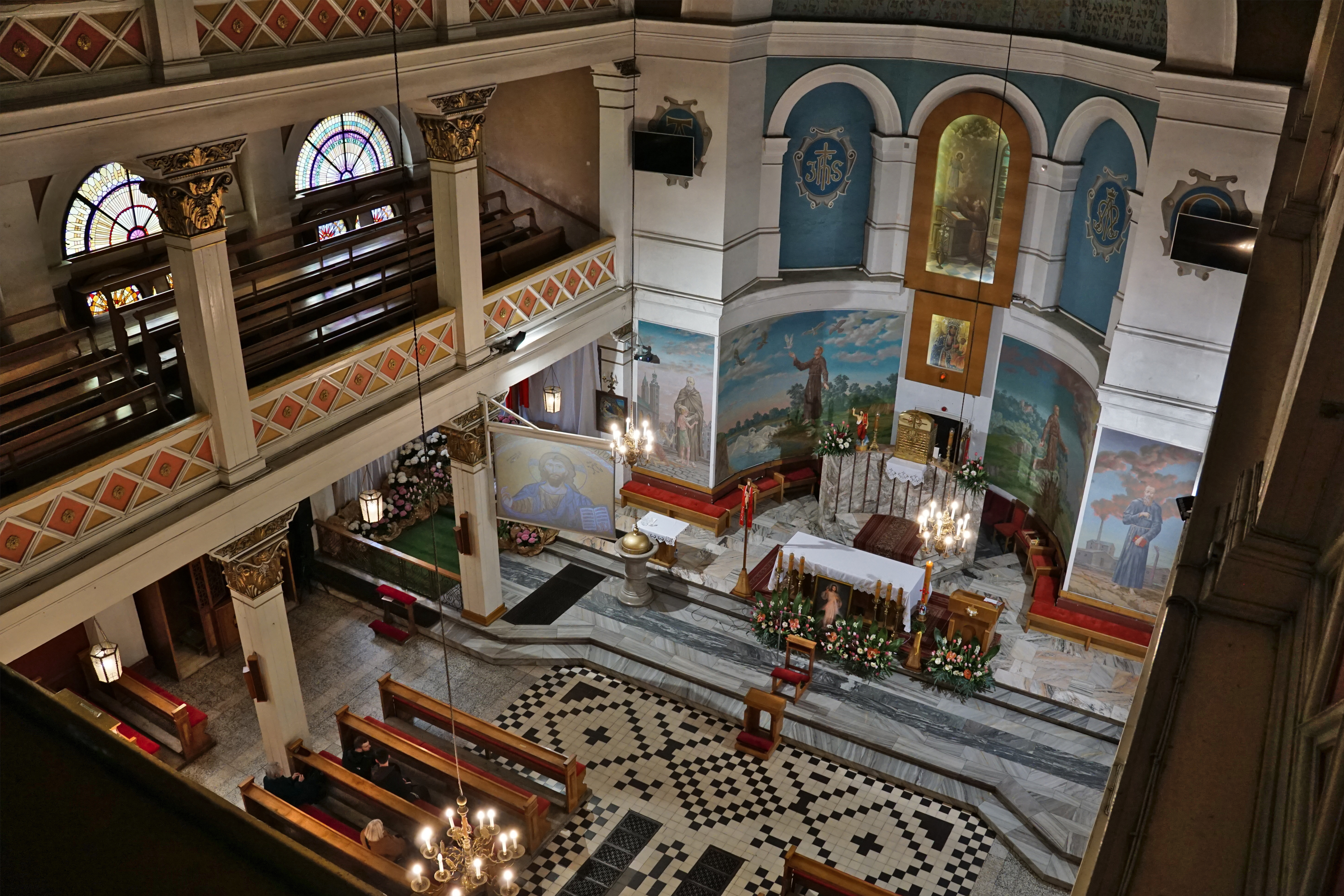
Innenraum der St.-Antonius-Kirche

Die St.-Antonius-Kirche in Nowa Sól (früher Neusalz an der Oder) ist ein 1839 erbautes Kirchengebäude.
In Neusalz baute die evangelische Gemeinde bereits 1597 eine Kirche, die aber im Rahmen der schlesischen Gegenreformation 1654 an die katholische Gemeinde übergeben werden musste. Die Evangelischen besuchten die Friedenskirche in Glogau, später die evangelische Kirche in Freystadt. 1748 konnte ein Bethaus errichtet werden. Als es nicht mehr ausreichte, wurde nach einem Entwurf von Friedrich August Stüler die Dreifaltigkeitskirche im neuromanischen Stil aus rotem Backstein erbaut und 1839 eingeweiht. Die Gemeinde gehörte zum Kirchenkreis Freystadt in der preußischen Kirchenprovinz Schlesien.
Nach dem Zweiten Weltkrieg und der Vertreibung der deutschen Bevölkerung wurde sie seit 1945 durch die Kapuziner genutzt und 1950 zur katholischen Pfarrkirche erhoben. Das Gotteshaus bekam damals neue Altäre, zwei neue Glocken und die Glasmalerei. Das Kapuzinerkloster, das die Kirche nutzt, hat im wiederaufgebauten ehemaligen Krankenhaus des Johanniterordens von 1861 seinen Sitz.